# Cripta Imperial de Ipiranga
La Cripta Imperial de Ipiranga (también conocida como Capilla Imperial) está ubicada en el interior del Monumento a la Independencia de Brasil en São Paulo, Brasil. En ella se encuentran sepultados los restos mortales del primer emperador de Brasil y sus esposas María Lepoldina y Amélia.

## Construcción
Con el objetivo de albergar los restos de los primeros Emperadores de Brasil, en 1953 se empezó a construir una cripta dentro del Monumento a la Independencia, una cripta imperial, donde serían depositados los restos de la Emperatriz Leopoldina.
En el 2000, el Departamento del Patrimonio Histórico (DPH) proyectó una vía de acceso al interior del monumento hacia la cripta donde reposan los restos que también es conocida como Capilla Imperial. Tanto la cripta como el Monumento de la Independencia están gestionados por la Secretaria Municipal de Cultura de São Paulo, el Museo de la Ciudad de São Paulo y el Departamento de Patrimonio Histórico. 

## Consagración

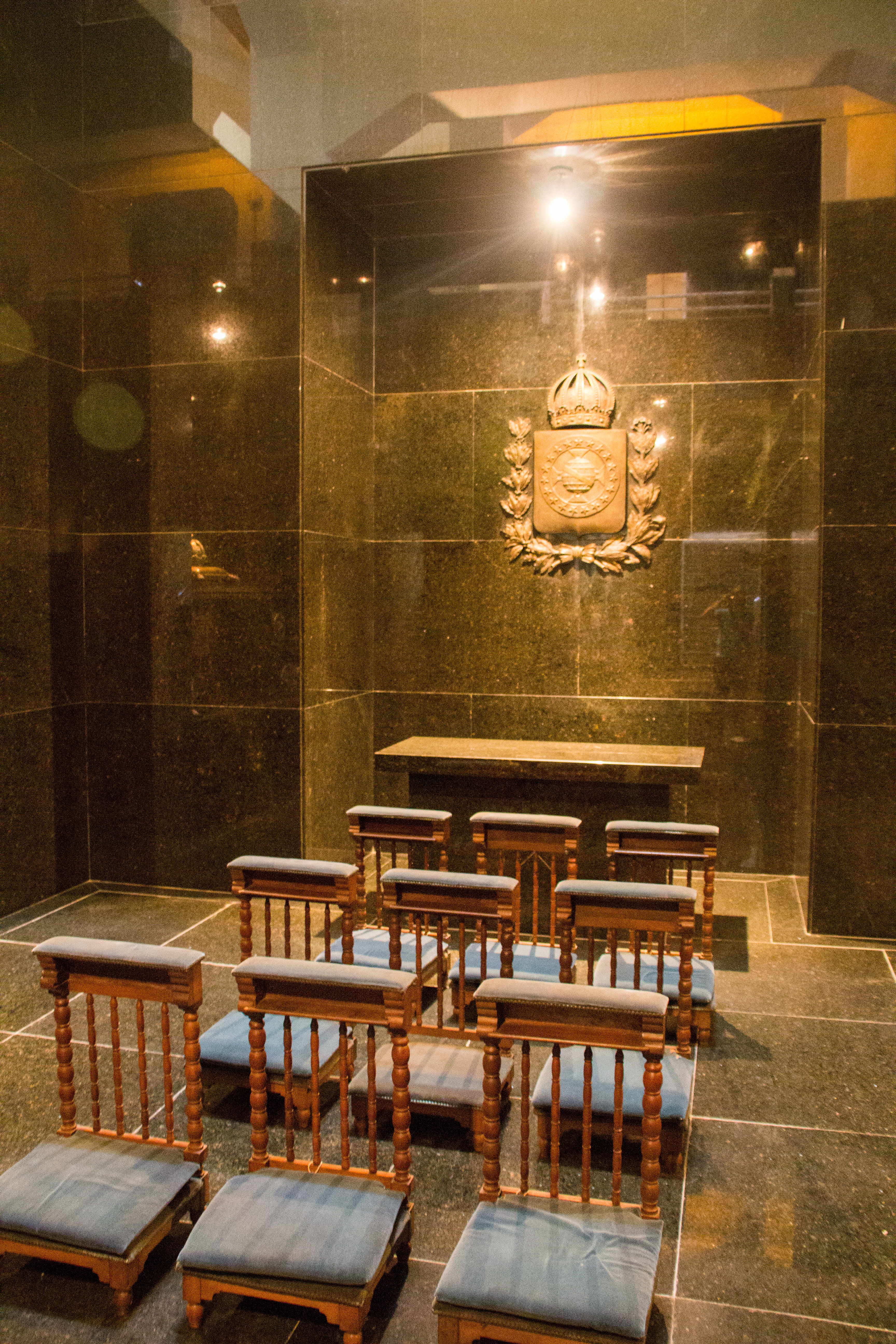
Altar religioso de la Cripta Imperial

La Cripta Imperial esta consagrada como capilla católica por exigencia del entonces Jefe de la Casa Imperial de Brasil, Don Pedro Henrique de Orléans e Bragança. Aceptó que los cuerpos de sus antepasados fueran trasladados al monumento con la condición de que el lugar fuera consagrado como sepultura católica, con un altar donde se pudieran celebrar misas.

## Traslados

Traslado del cuerpo de Pedro I a Brasil

La cripta fue inaugurada en 1953, treinta y seis años después del Monumento a la Independencia. Al año siguiente, la Cripta recibió el cuerpo de la Emperatriz Leopoldina, que había sido transferido del Mausoleo del Convento de Santo Antônio, en Río de Janeiro, donde se encontraba la mayor parte de los restos del Imperio de Brasil..
Sólo en 1972, tras una gran resistencia por parte del gobierno portugués, el presidente Américo Tomás accedió a enviar el cuerpo del emperador Pedro I, que había sido depositado en el Panteón de los Braganza, en Lisboa, a Brasil, con la condición de que el corazón de Pedro permaneciese en Portugal, en la  Iglesia da Lapa, en Oporto.
En 1984, la Cripta recibió los restos momificados de la Emperatriz Amélia, segunda esposa de Pedro I.

## Sepultados
| Imagem | Nombre                      | Fallecimiento                    | Sepultura               | Tumba |
| ------ | --------------------------- | -------------------------------- | ----------------------- | ----- |
|        | Pedro I                     | 24 de septiembre de 1834 35 anos | 7 de septiembre de 1972 |       |
|        | María Leopoldina de Austria | 11 de diciembre de 1826 29 anos  | 12 de octubre de 1954   |       |
|        | Amélia de Leuchtenberg      | 26 de janeiro de 1873 60 anos    | Abril de 1982           |       |